# Milena Usenik
Milena Vida Bernard Usenik, slovenska športnica, atletinja in slikarka, * 9. september 1934, Veliki Vrh, Bloke, † 31. marec 2023
V suvanju krogle je leta 1956 na OI Melbourne dosegla 9. mesto, leta 1960 (OI Rim) pa 10. mesto.
Po končani športni karieri se je usmerila v likovno umetnost. Ustvarjala je pretežno štafelajne slike s prefinjeno barvno abstrakcijo in figuraliko. V poznem obdobju se je usmerila v svoje vizije šopkov cvetja. Zadnjo razstavo je imela v likovni galeriji ljubljanskega društva v Zoisovi palači na Bregu.
Slikarstvo je študirala na Akademiji za likovno umetnost v Ljubljani, kjer je leta 1965 pri Maksimu Sedeju diplomirala in nato leta 1968 pri Gabrijelu Stupici končala še slikarsko specialko. S svojimi deli se je predstavila na številnih in samostojnih in skupinskih razstavah doma in v tujini. Kot svobodna umetnica je živela in ustvarja v Logatcu in Ljubljani. Leta 2021 je prejela najvišjo stanovsko nagrado Riharda Jakopiča za življenjsko delo.
Poročena je bila z Emerikom Bernardom. Svoj umetniški navdih je nadgradila z bivanjem in ustvarjanjem v Istri.
Pogreb z žaro je bil na pokopališču Nova vas - Bloke - Fara.